# Formuła 1 Sezon 2010
Sezon 2010 Formuły 1 – 61. sezon o Mistrzostwo Świata Formuły 1. Rozpoczął się 14 marca na torze Sakhir w Bahrajnie, a zakończył 14 listopada na torze Yas Marina Circuit w Abu Zabi. Rozegrano 19 wyścigów. Tytuł mistrza świata wśród kierowców zdobył Sebastian Vettel pobijając rekord najmłodszego mistrza świata Lewisa Hamiltona z 2008 roku, natomiast tytuł mistrza konstruktorów zdobył zespół Red Bull Racing.

## Lista startowa
Lista startowa na sezon 2010 ogłoszona przez FIA ułożona w oparciu o ostateczne klasyfikacje kierowców i konstruktorów za sezon 2009.
| Zespół                       | Konstruktor          | Samochód | Silnik (2.4l V8)  | Opony | Nr | Kierowcy wyścigowi | Rundy        | Kierowcy rezerwowi                               |
| ---------------------------- | -------------------- | -------- | ----------------- | ----- | -- | ------------------ | ------------ | ------------------------------------------------ |
| Vodafone McLaren Mercedes    | McLaren-Mercedes     | MP4-25   | Mercedes FO 108X  | B     | 1  | Jenson Button      | 1–19         | Gary Paffett                                     |
| Vodafone McLaren Mercedes    | McLaren-Mercedes     | MP4-25   | Mercedes FO 108X  | B     | 2  | Lewis Hamilton     | 1–19         | Gary Paffett                                     |
| Mercedes GP Petronas F1 Team | Mercedes             | MGP W01  | Mercedes FO 108X  | B     | 3  | Michael Schumacher | 1–19         | Nick Heidfeld                                    |
| Mercedes GP Petronas F1 Team | Mercedes             | MGP W01  | Mercedes FO 108X  | B     | 4  | Nico Rosberg       | 1–19         | Nick Heidfeld                                    |
| Red Bull Racing              | RBR-Renault          | RB6      | Renault RS27-2010 | B     | 5  | Sebastian Vettel   | 1–19         | Brendon Hartley Daniel Ricciardo David Coulthard |
| Red Bull Racing              | RBR-Renault          | RB6      | Renault RS27-2010 | B     | 6  | Mark Webber        | 1–19         | Brendon Hartley Daniel Ricciardo David Coulthard |
| Scuderia Ferrari Marlboro    | Ferrari              | F10      | Ferrari 056       | B     | 7  | Felipe Massa       | 1–19         | Giancarlo Fisichella Luca Badoer Marc Gené       |
| Scuderia Ferrari Marlboro    | Ferrari              | F10      | Ferrari 056       | B     | 8  | Fernando Alonso    | 1–19         | Giancarlo Fisichella Luca Badoer Marc Gené       |
| AT&T Williams                | Williams-Cosworth    | FW32     | Cosworth CA2010   | B     | 9  | Rubens Barrichello | 1–19         | Valtteri Bottas                                  |
| AT&T Williams                | Williams-Cosworth    | FW32     | Cosworth CA2010   | B     | 10 | Nico Hülkenberg    | 1–19         | Valtteri Bottas                                  |
| Renault F1 Team              | Renault              | R30      | Renault RS27-2010 | B     | 11 | Robert Kubica      | 1–19         | Ho-Pin Tung Jérôme d’Ambrosio Jan Charouz        |
| Renault F1 Team              | Renault              | R30      | Renault RS27-2010 | B     | 12 | Witalij Pietrow    | 1–19         | Ho-Pin Tung Jérôme d’Ambrosio Jan Charouz        |
| Force India F1 Team          | Force India-Mercedes | VJM03    | Mercedes FO 108X  | B     | 14 | Adrian Sutil       | 1–19         | Paul di Resta                                    |
| Force India F1 Team          | Force India-Mercedes | VJM03    | Mercedes FO 108X  | B     | 15 | Vitantonio Liuzzi  | 1–19         | Paul di Resta                                    |
| Scuderia Toro Rosso          | STR-Ferrari          | STR5     | Ferrari 056       | B     | 16 | Sébastien Buemi    | 1–19         | Brendon Hartley Daniel Ricciardo David Coulthard |
| Scuderia Toro Rosso          | STR-Ferrari          | STR5     | Ferrari 056       | B     | 17 | Jaime Alguersuari  | 1–19         | Brendon Hartley Daniel Ricciardo David Coulthard |
| Lotus Racing                 | Lotus-Cosworth       | T127     | Cosworth CA2010   | B     | 18 | Jarno Trulli       | 1–19         | Fairuz Fauzy                                     |
| Lotus Racing                 | Lotus-Cosworth       | T127     | Cosworth CA2010   | B     | 19 | Heikki Kovalainen  | 1–19         | Fairuz Fauzy                                     |
| Hispania Racing F1 Team      | HRT-Cosworth         | F110     | Cosworth CA2010   | B     | 20 | Karun Chandhok     | 1–10         | Sakon Yamamoto Christian Klien                   |
| Hispania Racing F1 Team      | HRT-Cosworth         | F110     | Cosworth CA2010   | B     | 20 | Sakon Yamamoto     | 11–14, 16–17 | Sakon Yamamoto Christian Klien                   |
| Hispania Racing F1 Team      | HRT-Cosworth         | F110     | Cosworth CA2010   | B     | 20 | Christian Klien    | 15, 18–19    | Sakon Yamamoto Christian Klien                   |
| Hispania Racing F1 Team      | HRT-Cosworth         | F110     | Cosworth CA2010   | B     | 21 | Bruno Senna        | 1–9, 11–19   | Sakon Yamamoto Christian Klien                   |
| Hispania Racing F1 Team      | HRT-Cosworth         | F110     | Cosworth CA2010   | B     | 21 | Sakon Yamamoto     | 10           | Sakon Yamamoto Christian Klien                   |
| BMW Sauber F1 Team           | BMW Sauber-Ferrari   | C29      | Ferrari 056       | B     | 22 | Pedro de la Rosa   | 1–14         |                                                  |
| BMW Sauber F1 Team           | BMW Sauber-Ferrari   | C29      | Ferrari 056       | B     | 22 | Nick Heidfeld      | 15–19        |                                                  |
| BMW Sauber F1 Team           | BMW Sauber-Ferrari   | C29      | Ferrari 056       | B     | 23 | Kamui Kobayashi    | 1–19         |                                                  |
| Virgin Racing                | Virgin-Cosworth      | VR-01    | Cosworth CA2010   | B     | 24 | Timo Glock         | 1–19         | Andy Soucek Luiz Razia Jérôme d’Ambrosio         |
| Virgin Racing                | Virgin-Cosworth      | VR-01    | Cosworth CA2010   | B     | 25 | Lucas Di Grassi    | 1–19         | Andy Soucek Luiz Razia Jérôme d’Ambrosio         |
| Zespół                       | Konstruktor          | Samochód | Silnik (2.4l V8)  | Opony | Nr | Kierowcy wyścigowi | Rundy        | Kierowcy rezerwowi                               |

### Piątkowi kierowcy
jeśli kierowca brał udział w piątkowym treningu, symbol oznacza, którego z kierowców wyścigowych zastąpił

udział kierowcy w całym weekendzie wyścigowym zaznaczono przez wytłuszczoną nazwę zespołu, w którym startował
| Kierowca          | Zespół      | BHR | AUS | MAL | CHN | ESP | MON | TUR | CAN | EUR | GBR | GER | HUN | BEL | ITA | SIN | JPN | KOR | BRA | ARE |
| ----------------- | ----------- | --- | --- | --- | --- | --- | --- | --- | --- | --- | --- | --- | --- | --- | --- | --- | --- | --- | --- | --- |
| Paul di Resta     | Force India |     | SUT | LIU | LIU | SUT |     |     |     | SUT | LIU |     | LIU |     | SUT |     |     |     |     |     |
| Fairuz Fauzy      | Lotus       |     |     | KOV |     |     |     |     |     |     | TRU | KOV |     |     |     | TRU |     |     |     | KOV |
| Christian Klien   | HRT         |     |     |     |     | CHD |     |     |     | CHD |     |     |     |     |     | HRT |     |     | HRT | HRT |
| Sakon Yamamoto    | HRT         |     |     |     |     |     |     | SEN |     |     | HRT | HRT | HRT | HRT | HRT |     | HRT | HRT |     |     |
| Jérôme d’Ambrosio | Virgin      |     |     |     |     |     |     |     |     |     |     |     |     |     |     | DIG | DIG | DIG | DIG |     |

### Zmiany wśród zespołów

#### Nowe zespoły
- 12 czerwca 2009 r. FIA opublikowała wstępną listę startową na sezon 2010, na której znalazły się trzy nowe zespoły wyłonione spośród wszystkich zgłoszeń nadesłanych do federacji do 29 maja. Zostały nimi: HRT F1 Team, Virgin Racing oraz US F1 Team, który w późniejszym czasie nie znalazł się na ostatecznej liście startowej sezonu 2010. Nowe zespoły używały tanich jednostek napędowych wyprodukowanych przez firmę Cosworth[69]. Wszystkie te trzy ekipy znalazły się również na liście startowej ogłoszonej po zażegnaniu konfliktu pomiędzy FIA oraz FOTA[70].
- Zespoły, których zgłoszenia zostały odrzucone przez FIA:
  -  Brabham Grand Prix[71]
  -  Epsilon Euskadi[72]
  -  Lola Racing Cars[73]
  -  March Engineering[74]
  -  myf1dream.com[75]
  -  N.Technology[76]
  -  Prodrive F1[77]
  -  Stefan Grand Prix[78][79]
  -  Team Lotus[74][80]
  -  Team Superfund[81]

#### Konflikt FIA vs. FOTA
Do dnia 12 czerwca 2009 r., zrzeszone w FOTA zespoły: Brawn GP, Red Bull Racing, Toyota F1, Scuderia Ferrari, McLaren, Renault F1, BMW Sauber i Scuderia Toro Rosso nie wyraziły zgody na zmiany proponowane przez FIA, dlatego ich zgłoszenia wysłane do federacji były warunkowe. Szefowie tych teamów zapowiedzieli, że jeśli przepisy w sezonie 2010 nie ulegną zmianie, będą musieli wycofać się z Formuły 1. Wcześniej warunkowe zgłoszenie wysłał również inny członek FOTA - Force India, jednak później kierownictwo teamu postanowiło zmienić zgłoszenie, tak aby team wystartował w nadchodzącym sezonie, bez względu na to czy przepisy ulegną zmianie. Jedynym zespołem-członkiem FOTA, który od razu zgłosił bezwarunkowo swój team był Williams. Oba zespoły, które wysłały bezwarunkowe zgłoszenia zostały zawieszone w prawach członka Związku Zespołów Formuły 1.
Lista zgłoszeń została zamknięta w dniu 29 maja 2009, zaś pierwsza lista startowa została ogłoszona 12 czerwca. Spośród zespołów uczestniczących w sezonie 2009 znalazły się na niej zespoły Ferrari, Toro Rosso, Red Bull, Force India i Williams, a zgłoszenia pozostałych ekip zostały przyjęte warunkowo. Krótko po ogłoszeniu listy startowej na sezon 2010, Ferrari, Red Bull Racing oraz STR zdementowały informację, jakoby ich zgłoszenia były bezwarunkowe.
Cała ta sytuacja zrodziła w Formule 1 bardzo poważny konflikt. W wyniku sprzecznych stanowisk FOTA oraz FIA w sprawie sposobu zarządzania sportem oraz regulacji na sezon 2010, 8 zespołów wchodzących w skład FOTA (bez Williamsa i Force India) postanowiło rozpocząć przygotowania do organizacji własnej, konkurencyjnej serii wyścigowej. Nad F1 zawisła groźba rozłamu, przez co pod koniec czerwca, w Paryżu zorganizowane zostało spotkanie, w którym uczestniczyli m.in.: Bernie Ecclestone (właściciel praw do transmisji telewizyjnych, szef Formula One Management), Max Mosley (szef FIA) oraz Luca di Montezemolo (szef FOTA). 24 czerwca do mediów podana została informacja o osiągnięciu kompromisu, dzięki któremu:
- ówczesny szef Międzynarodowej Federacji Samochodowej, Max Mosley postanowił nie ubiegać się w październikowych wyborach o reelekcję;
- wszelkie zmiany w regulacjach zatwierdzone przez Światową Radę Sportów Motorowych (WMSC) po 29 kwietnia 2009 r. nie będą obowiązywać - oznacza to między innymi usunięcie z regulaminu zapisu o ograniczeniu budżetów, czy też zakazu tankowania podczas wyścigu (zapis ten ostatecznie znalazł się jednak w regulaminie);
- zespoły zobowiązały się do zredukowania wydatków, w taki sposób, aby w ciągu dwóch lat ustabilizowały się one na poziomie z początku lat 90.;
- producenci samochodów uczestniczący w mistrzostwach zobowiązali się również do udzielenia wsparcia trzem nowym zespołom, jakie pojawią się w F1 od nowego sezonu;
- podpisana została zmieniona wersja Concorde Agreement z 1998 (czyli trójstronnego porozumienia pomiędzy FOM, FIA, a zespołami)[70].

Tego samego dnia opublikowano również listę startową na której znalazł się już komplet trzynastu zespołów ze zgłoszeniami bezwarunkowymi.

#### Odejście BMW i Toyoty, trzynaste miejsce w stawce
- 29 lipca 2009 na specjalnej konferencji prasowej w Monachium BMW Sauber ogłosiło rezygnację z uczestnictwa w Formule 1 od sezonu 2010[90]. Z początku nie wiadomo było, czy zespół zostanie całkowicie zlikwidowany, czy też podjęte zostaną próby jego sprzedaży[91]. Przyszłość teamu stała również pod znakiem zapytania, ze względu na upływający 5 sierpnia termin, jaki wyznaczono niemieckiemu zespołowi na podpisanie Concorde Agreement. Złożenie podpisu pod tym dokumentem miało zapewnić trzynaste miejsce w stawce ewentualnemu spadkobiercy zespołu z Hinwil. Warunkiem podpisania Concorde miało być jednak znalezienie kupca dla teamu. Wśród potencjalnych kandydatów wymieniano między innymi byłego mistrza świata Nelsona Piqueta Sr[92], jednak oficjalnie wiadomo było tylko o negocjacjach, jakie z BMW prowadził Peter Sauber, będący właścicielem 20% akcji zespołu[93]. Ostatecznie Szwajcarowi nie udało się jednak dojść do porozumienia z niemieckim koncernem[94]. Oznaczało to, że dokument Concorde Agreement nie został podpisany, zaś trzynaste miejsce na liście startowej pozostało niezapełnione.
- 8 sierpnia FIA postanowiła ponownie otworzyć proces rekrutacji zespołów[95]. BMW Sauber zgłosiło swoją kandydaturę[96], tak aby umożliwić zespołowi pozostanie w F1 już bez udziału koncernu BMW. Wśród pozostałych kandydatów na wolne miejsce nieoficjalnie wymieniało się baskijski zespół Epsilon Euskadi oraz brytyjskie ekipy Prodrive i Brabham Grand Prix[97], czyli zespoły, które zostały odrzucone podczas pierwszej rekrutacji. Swoje zainteresowanie wolnym miejscem w stawce wyraził także Serb Zoran Stefanovic, szef firmy AMCO, stojącej za projektem Stefan Grand Prix[98].
- Podczas weekendu Grand Prix Włoch 2009, szef FIA Max Mosley oznajmił, że z wniosek o starty złożyły trzy zespoły: Sauber, Team Lotus oraz Epsilon Euskadi[99]. Trzy dni później Międzynarodowa Federacja Samochodowa podała do wiadomości, że w wyniku uzupełniającej rekrutacji trzynaste miejsce w stawce zajął Team Lotus. Zespół ten otrzymał wsparcie od malezyjskiej spółki 1Malaysia F1 Team Sdn Bhd[41].
- Tego samego dnia koncern BMW podpisał umowę o sprzedaż zespołu Sauber szwajcarskiej spółce Qadbak Investments[55]. W związku z tym zaistniała szansa na pojawienie się Saubera w przyszłorocznej stawce F1, jeśli jeden z dotychczas potwierdzonych zespołów wycofałby się lub maksymalna ilość zespołów zostałaby powiększona do czternastu. FIA konsultowała taką możliwość z pozostałymi trzynastoma ekipami[41]. 24 września w jednym z wywiadów, szef BMW Sauber Mario Theissen powiedział, że jeśli znajdzie się miejsce w stawce na sezon 2010, to nowy zespół będzie używał jednostek napędowych dostarczanych przez Ferrari[58].
- W sprawie rozszerzenia stawki do czternastu zespołów nie uzyskano jednogłośnej decyzji. Umożliwieniu startów ekipie z Hinwil sprzeciwiły się m.in. Williams[100] oraz HRT[101]. Mimo to BMW Sauber postanowiło nadal rozmawiać z FIA oraz FOM na temat ewentualnego startu swojego spadkobiercy w sezonie 2010[102].
- 4 listopada kolejny koncern – Toyota – ogłosił wycofanie się z Formuły 1 z efektem natychmiastowym[103]. Stworzyło to szansę na pojawienie się zespołu Sauber w kolejnym sezonie mistrzostw jako ekipy, która zajmie ostatnie, trzynaste miejsce w stawce. Brak było jednak oficjalnego potwierdzenia tej informacji przez FIA[104].
- Ostatecznie odsprzedanie zespołu BMW Sauber firmie Qadbak nie doszło do skutku. Udziały w ekipie odkupił dawny właściciel zespołu – Peter Sauber[105], zaś 3 grudnia FIA potwierdziła przyznanie zespołowi Sauber 13. miejsca w stawce[55][106].

#### Przejęcie Brawn GP przez Mercedesa
- 16 listopada 2009 r. Mercedes wykupił większościowy pakiet 75,1% udziałów w zespole Brawn GP i przekształcił go na swój zespół fabryczny - Mercedes GP. Było to możliwe dzięki umowie pomiędzy koncernem Daimler-Benz AG (który został właścicielem 45,1% akcji zespołu) oraz jego partnerem, firmie Aabar Investments (która nabyła pozostałe 30% akcji). Szefem zespołu pozostał jednak twórca teamu Brawn GP - Ross Brawn[107].

#### Niepowodzenie US F1
3 marca 2010 roku FIA opublikowała ostateczną listę startową na sezon 2010. Z powodu braku gotowego bolidu nie znalazł się na niej amerykański zespół US F1 Team, który miał być jednym z trzech nowicjuszy w stawce. Jeszcze przed oficjalnym ogłoszeniem listy startowej media spekulowały o możliwości zastąpienia ekipy z USA, przez serbski zespół Stefan GP. Projekt Zorana Stefanovicia również nie znalazł jednak miejsca na liście FIA. 
Zarówno Stefan GP, jak i US F1 wcześniej podpisały jednak kontrakty z kierowcami. W barwach US F1 miał jeździć Argentyńczyk José María López, zaś Stefan GP miał reprezentować wychowanek Toyoty – Kazuki Nakajima.

#### Pozostałe zmiany
- Głównym inwestorem US F1 Team został Chad Hurley, jeden z założycieli i współtwórców serwisu internetowego YouTube[111].
- Williams ogłosił zakończenie współpracy z Toyotą, która w sezonie 2009 była dostawcą silników dla brytyjskiego zespołu[112]. Nowym partnerem Williamsa został Cosworth[25].
- Firma Santander podpisała 5-letnią umowę sponsorską z zespołem Ferrari[113]. Dotychczas reklamy tej sieci banków pojawiały się na bolidach McLarena, który przedłużył swą obecną umowę z hiszpańskim przedsiębiorstwem[114].
- Dostawca opon dla Formuły 1 - firma Bridgestone poinformowała, że po sezonie 2010 wycofuje się wyścigów[115].
- Zgodnie z umową sponsorską zespół Manor Grand Prix wystartował pod nazwą Virgin Racing[62].
- Red Bull Racing przedłużył umowę na dostawę silników od Renault[13].
- Renault sprzedał część swoich udziałów w zespole spółce Genii Capital kierowanej przez Gerarda Lopeza[116].
- 21 grudnia 2009 r. Mercedes GP potwierdził, że sponsorem tytularnym została malezyjska firma Petronas[117].
- Zespół Campos Meta 1 zmienił nazwę na Hispania Racing F1 Team[45].

### Zmiany wśród kierowców

#### Przed sezonem
Vodafone McLaren Mercedes
- Broniący tytułu mistrzowskiego Jenson Button podpisał kontrakt z zespołem[3].

Mercedes GP Petronas Formula One Team
- Nico Rosberg został kierowcą zespołu Mercedes GP[11].
- Zespół podpisał również kontrakt z powracającym z emerytury Michaelem Schumacherem, 7-krotnym mistrzem świata, a zarazem najbardziej utytułowanym kierowcą w historii F1[8].
- Kierowcą testowym Mercedes GP został Nick Heidfeld[9].

Scuderia Ferrari Marlboro
- Ferrari potwierdziło zawarcie z dwukrotnym mistrzem świata, Hiszpanem Fernando Alonso trzyletniej umowy na starty we włoskim zespole od nowego sezonu[23].
- Zespół opuścił za to inny mistrz świata - Kimi Räikkönen, który podpisał kontrakt na starty w Rajdowych Mistrzostwach Świata w barwach zespołu Citroën Junior Team[118].
- Giancarlo Fisichella zastąpił Lukę Badoera w roli rezerwowego kierowcy zespołu Ferrari[21].

AT&T Williams
- Nico Rosberg jeszcze przed zakończeniem sezonu 2009 ogłosił swoje odejście z zespołu Williams[119].
- Zespół podpisał umowę z Rubensem Barrichello i Nico Hülkenbergiem[26].
- 29 stycznia ogłoszono, że na miejscu kierowcy rezerwowego Nico Hülkenberga zastąpi Valtteri Bottas[27].

Renault F1 Team
- Dyrektor zarządzający zespołem Renault, Jean-Francois Caubet potwierdził, że Fernando Alonso po sezonie 2009 opuści francuski zespół[120].
- Robert Kubica zawarł umowę z Renault F1, zastępując Fernando Alonso na stanowisku głównego kierowcy zespołu[30].
- Podczas prezentacji bolidu R30 ogłoszono, że partnerem Kubicy zostanie Witalij Pietrow[33].
- Zespół wyznaczył trzech kierowców testowych. Zostali nimi: Jérôme d’Ambrosio, Ho-Pin Tung oraz Jan Charouz[32].

Lotus F1 Racing
- Kierowcami nowego zespołu zostali ogłoszeni Włoch Jarno Trulli oraz Fin Heikki Kovalainen[44].
- Rolę kierowcy rezerwowego pełnił Malezyjczyk Fairuz Fauzy[44].

HRT F1 Team
- Zespół HRT F1 Team podpisał umowę z Brazylijczykiem Bruno Senną, wicemistrzem serii GP2 z sezonu 2008, siostrzeńcem tragicznie zmarłego, trzykrotnego mistrza świata Ayrtona Senny[53].
- Drugim kierowcą zespołu został Karun Chandhok[47].
- Na pierwszego kierowcę rezerwowego hiszpański zespół wybrał dawnego testera Renault – Sakona Yamamoto[48]
- 5 maja oficjalnie ogłoszono, że drugim kierowcą testowym i rezerwowym został Austriak Christian Klien[49]

BMW Sauber F1 Team
- Kierowcami reaktywowanego, szwajcarskiego zespołu zostali: Japończyk Kamui Kobayashi[61] (wcześniej związany z Toyotą) oraz Hiszpan Pedro de la Rosa[59] (były kierowca testowy McLarena).

Virgin Racing
- Były kierowca Toyoty – Timo Glock podpisał umowę na starty z ekipą Virgin w sezonie 2010[64]. Na stanowisko drugiego kierowcy wybrany został Lucas Di Grassi[62].
- Na stanowisko kierowców testowych wyznaczeni zostali Álvaro Parente oraz Luiz Razia[67], jednak sponsorzy Álvaro Parente nie wywiązali się z umowy i nie był on kierowcą testowym zespołu Virgin[121]. Jako następcę Parente, na stanowisko kierowcy testowego, wyznaczono aktualnego mistrza Formuły 2 – Andy’ego Soucka[65].

#### W trakcie sezonu
Mercedes GP Petronas F1 Team
- Kierowca testowy zespołu – Nick Heidfeld, rozwiązał swój kontrakt z Mercedesem, by testować nowe opony dla firmy Pirelli[10].

HRT F1 Team
- Sakon Yamamoto – dotychczasowy kierowca testowy zespołu HRT podczas Grand Prix Wielkiej Brytanii zastąpił na stanowisku kierowcy wyścigowego Bruno Sennę[54], a podczas Grand Prix Niemiec, Grand Prix Węgier, Grand Prix Belgii, Grand Prix Włoch i Grand Prix Japonii – Karuna Chandhoka[50][122][123][124].

- 24 września zespół ogłosił, że z powodu zatrucia pokarmowego Christian Klien zastąpi Sakona Yamamoto podczas Grand Prix Singapuru[51].
- 4 listopada Hispania Racing poinformowało, że podczas Grand Prix Brazylii miejsce Sakona Yamamoto w bolidzie nr 20 ponownie zajął Austriak Christian Klien[52].

Red Bull Racing/Scuderia Toro Rosso
- Kierowca testowy zespołów Red Bull i Toro Rosso – Brendon Hartley został usunięty z programu juniorskiego Red Bulla i stracił stanowisko kierowcy testowego w tych zespołach[16].

Virgin Racing
- Kierowca testowy zespołu – Andy Soucek, zrezygnował ze swojej funkcji, by ścigać się w innych seriach wyścigowych[66].

BMW Sauber
- 14 września 2010 zespół ogłosił odejście Pedro de la Rosy, a na jego miejsce przyjęcie dotychczasowego testowego kierowcy Pirelli – Nicka Heidfelda. Zamienił on dotychczasowego kierowcę Saubera od GP Singapuru[60].

## Rundy mistrzostw

### Kalendarz wyścigów
Aktualny kalendarz wyścigów na sezon 2010 został zatwierdzony 11 grudnia 2009 roku podczas posiedzenia Światowej Rady Sportów Motorowych (WMSC).
| Grand Prix Bahrajnu Gulf Air Bahrain Grand Prix | Grand Prix Bahrajnu Gulf Air Bahrain Grand Prix | Grand Prix Bahrajnu Gulf Air Bahrain Grand Prix | Grand Prix Bahrajnu Gulf Air Bahrain Grand Prix |
| ----------------------------------------------- | ----------------------------------------------- | --- | --- |
| 1. 821.                                         | Szczegółowy rezultat                            | Data: 12 – 14 marca · Długość: 308,538 km · Liczba okrążeń: 49 · Zwycięzca z 2009 r.: J. Button (Brawn GP) · Tor: Bahrain International Circuit · Miejsce: Bahrajn, Manama · Czas polski: 13:00 · Czas lokalny: 15:00 | Zwycięzca 1. treningu: A. Sutil (Force India) Zwycięzca 2. treningu: N. Rosberg (Mercedes GP) Zwycięzca 3. treningu: F. Alonso (Ferrari) Pole position: S. Vettel, (Red Bull) Zwycięzca: F. Alonso (Ferrari) 2. miejsce: F. Massa (Ferrari) 3. miejsce: L. Hamilton (McLaren) Najszybsze okrążenie: F. Alonso (Ferrari) |

| Grand Prix Australii Qantas Australian Grand Prix | Grand Prix Australii Qantas Australian Grand Prix | Grand Prix Australii Qantas Australian Grand Prix | Grand Prix Australii Qantas Australian Grand Prix |
| ------------------------------------------------- | ------------------------------------------------- | --- | --- |
| 2. 822.                                           | Szczegółowy rezultat                              | Data: 26 – 28 marca · Długość: 307,574 km · Liczba okrążeń: 58 · Zwycięzca z 2009 r.: J. Button (Brawn GP) · Tor: Albert Park Circuit · Miejsce: Australia, Melbourne · Czas polski: 8:00 · Czas lokalny: 17:00 | Zwycięzca 1. treningu: R. Kubica (Renault) Zwycięzca 2. treningu: L. Hamilton (McLaren) Zwycięzca 3. treningu: M. Webber (Red Bull) Pole position: S. Vettel (Red Bull) Zwycięzca: J. Button (McLaren) 2. miejsce: R. Kubica (Renault) 3. miejsce: F. Massa (Ferrari) Najszybsze okrążenie: M. Webber (Red Bull) |

| Grand Prix Malezji Petronas Malaysian Grand Prix | Grand Prix Malezji Petronas Malaysian Grand Prix | Grand Prix Malezji Petronas Malaysian Grand Prix | Grand Prix Malezji Petronas Malaysian Grand Prix |
| ------------------------------------------------ | ------------------------------------------------ | --- | --- |
| 3. 823.                                          | Szczegółowy rezultat                             | Data: 2 – 4 kwietnia · Długość: 310,408 km · Liczba okrążeń: 56 · Zwycięzca z 2009 r.: J. Button (Brawn GP) · Tor: Sepang International Circuit · Miejsce: Malezja, Kuala Lumpur · Czas polski: 10:00 · Czas lokalny: 16:00 | Zwycięzca 1. treningu: L. Hamilton (McLaren) Zwycięzca 2. treningu: L. Hamilton (McLaren) Zwycięzca 3. treningu: M. Webber (Red Bull) Pole position: M. Webber (Red Bull) Zwycięzca: S. Vettel (Red Bull) 2. miejsce: M. Webber (Red Bull) 3. miejsce: N. Rosberg (Mercedes GP) Najszybsze okrążenie: M. Webber (Red Bull) |

| Grand Prix Chin Chinese Grand Prix | Grand Prix Chin Chinese Grand Prix | Grand Prix Chin Chinese Grand Prix | Grand Prix Chin Chinese Grand Prix |
| ---------------------------------- | ---------------------------------- | --- | --- |
| 4. 824.                            | Szczegółowy rezultat               | Data: 16 – 18 kwietnia · Długość: 305,066 km · Liczba okrążeń: 56 · Zwycięzca z 2009 r.: S. Vettel (Red Bull) · Tor: Shanghai International Circuit · Miejsce: Chiny, Szanghaj · Czas polski: 9:00 · Czas lokalny: 15:00 | Zwycięzca 1. treningu: L. Hamilton (McLaren) Zwycięzca 2. treningu: J. Button (McLaren) Zwycięzca 3. treningu: M. Webber (Red Bull) Pole position: S. Vettel (Red Bull) Zwycięzca: J. Button (McLaren) 2. miejsce: L. Hamilton (McLaren) 3. miejsce: N. Rosberg (Mercedes GP) Najszybsze okrążenie: L. Hamilton (McLaren) |

| Grand Prix Hiszpanii Gran Premio de España Telefónica | Grand Prix Hiszpanii Gran Premio de España Telefónica | Grand Prix Hiszpanii Gran Premio de España Telefónica | Grand Prix Hiszpanii Gran Premio de España Telefónica |
| ----------------------------------------------------- | ----------------------------------------------------- | --- | --- |
| 5. 825.                                               | Szczegółowy rezultat                                  | Data: 7 – 9 maja · Długość: 307,104 km · Liczba okrążeń: 66 · Zwycięzca z 2009 r.: J. Button (Brawn GP) · Tor: Circuit de Catalunya · Miejsce: Hiszpania, Barcelona · Czas polski: 14:00 · Czas lokalny: 14:00 | Zwycięzca 1. treningu: L. Hamilton (McLaren) Zwycięzca 2. treningu: S. Vettel (Red Bull) Zwycięzca 3. treningu: S. Vettel (Red Bull) Pole position: M. Webber (Red Bull) Zwycięzca: M. Webber (Red Bull) 2. miejsce: F. Alonso (Ferrari) 3. miejsce: S. Vettel (Red Bull) Najszybsze okrążenie: L. Hamilton (McLaren) |

| Grand Prix Monako Grand Prix de Monaco | Grand Prix Monako Grand Prix de Monaco | Grand Prix Monako Grand Prix de Monaco | Grand Prix Monako Grand Prix de Monaco |
| -------------------------------------- | -------------------------------------- | --- | --- |
| 6. 826.                                | Szczegółowy rezultat                   | Data: 13 – 16 maja · Długość: 260,520 km · Liczba okrążeń: 78 · Zwycięzca z 2009 r.: J. Button (Brawn GP) · Tor: Circuit de Monaco · Miejsce: Monako, Monte Carlo · Czas polski: 14:00 · Czas lokalny: 14:00 | Zwycięzca 1. treningu: F. Alonso (Ferrari) Zwycięzca 2. treningu: F. Alonso (Ferrari) Zwycięzca 3. treningu: R. Kubica (Renault) Pole position: M. Webber (Red Bull) Zwycięzca: M. Webber (Red Bull) 2. miejsce: S. Vettel (Red Bull) 3. miejsce: R. Kubica (Renault) Najszybsze okrążenie: S. Vettel (Red Bull) |

| Grand Prix Turcji Turkish Grand Prix | Grand Prix Turcji Turkish Grand Prix | Grand Prix Turcji Turkish Grand Prix | Grand Prix Turcji Turkish Grand Prix |
| ------------------------------------ | ------------------------------------ | --- | --- |
| 7. 827.                              | Szczegółowy rezultat                 | Data: 28 – 30 maja · Długość: 309,396 km · Liczba okrążeń: 58 · Zwycięzca z 2009 r.: J. Button (Brawn GP) · Tor: Istanbul Park · Miejsce: Turcja, Stambuł · Czas polski: 14:00 · Czas lokalny: 15:00 | Zwycięzca 1. treningu: L. Hamilton (McLaren) Zwycięzca 2. treningu: J. Button (McLaren) Zwycięzca 3. treningu: S. Vettel (Red Bull) Pole position: M. Webber (Red Bull) Zwycięzca: L. Hamilton (McLaren) 2. miejsce: J. Button (McLaren) 3. miejsce: M. Webber (Red Bull) Najszybsze okrążenie: W. Pietrow (Renault) |

| Grand Prix Kanady Grand Prix du Canada | Grand Prix Kanady Grand Prix du Canada | Grand Prix Kanady Grand Prix du Canada | Grand Prix Kanady Grand Prix du Canada |
| -------------------------------------- | -------------------------------------- | --- | --- |
| 8. 828.                                | Szczegółowy rezultat                   | Data: 11 – 13 czerwca · Długość: 305,270 km · Liczba okrążeń: 70 · Zwycięzca z 2008 r.: R. Kubica (BMW Sauber) · Tor: Circuit Gilles Villeneuve · Miejsce: Kanada, Montreal · Czas polski: 18:00 · Czas lokalny: 12:00 | Zwycięzca 1. treningu: J. Button (McLaren) Zwycięzca 2. treningu: S. Vettel (Red Bull) Zwycięzca 3. treningu: L. Hamilton (McLaren) Pole position: L. Hamilton (McLaren) Zwycięzca: L. Hamilton (McLaren 2. miejsce: J. Button (McLaren) 3. miejsce: F. Alonso (Ferrari) Najszybsze okrążenie: R. Kubica (Renault) |

| Grand Prix Europy Telefónica Grand Prix of Europe | Grand Prix Europy Telefónica Grand Prix of Europe | Grand Prix Europy Telefónica Grand Prix of Europe | Grand Prix Europy Telefónica Grand Prix of Europe |
| ------------------------------------------------- | ------------------------------------------------- | --- | --- |
| 9. 829.                                           | Szczegółowy rezultat                              | Data: 25 – 27 czerwca · Długość: 308,883 km · Liczba okrążeń: 57 · Zwycięzca z 2009 r.: R. Barrichello (Brawn GP) · Tor: Valencia Street Circuit · Miejsce: Hiszpania, Walencja · Czas polski: 14:00 · Czas lokalny: 14:00 | Zwycięzca 1. treningu: N. Rosberg (Mercedes GP) Zwycięzca 2. treningu: F. Alonso (Ferrari) Zwycięzca 3. treningu: S. Vettel (Red Bull) Pole position: S. Vettel (Red Bull) Zwycięzca: S. Vettel (Red Bull) 2. miejsce: L. Hamilton (McLaren) 3. miejsce: J. Button (McLaren) Najszybsze okrążenie: J. Button (McLaren) |

| Grand Prix Wielkiej Brytanii Santander British Grand Prix | Grand Prix Wielkiej Brytanii Santander British Grand Prix | Grand Prix Wielkiej Brytanii Santander British Grand Prix | Grand Prix Wielkiej Brytanii Santander British Grand Prix |
| --------------------------------------------------------- | --------------------------------------------------------- | --- | --- |
| 10. 830.                                                  | Szczegółowy rezultat                                      | Data: 9 – 11 lipca · Długość: 306,280 km · Liczba okrążeń: 52 · Zwycięzca z 2009 r.: S. Vettel (Red Bull) · Tor: Silverstone Circuit · Miejsce: Wielka Brytania, Silverstone · Czas polski: 14:00 · Czas lokalny: 13:00 | Zwycięzca 1. treningu: S. Vettel (Red Bull) Zwycięzca 2. treningu: M. Webber (Red Bull) Zwycięzca 3. treningu: S. Vettel (Red Bull) Pole position: S. Vettel (Red Bull) Zwycięzca: M. Webber (Red Bull) 2. miejsce: L. Hamilton (McLaren) 3. miejsce: N. Rosberg (Mercedes GP) Najszybsze okrążenie: F. Alonso (Ferrari) |

| Grand Prix Niemiec Großer Preis Santander von Deutschland | Grand Prix Niemiec Großer Preis Santander von Deutschland | Grand Prix Niemiec Großer Preis Santander von Deutschland | Grand Prix Niemiec Großer Preis Santander von Deutschland |
| --------------------------------------------------------- | --------------------------------------------------------- | --- | --- |
| 11. 831.                                                  | Szczegółowy rezultat                                      | Data: 23 – 25 lipca · Długość: 306,458 km · Liczba okrążeń: 67 · Zwycięzca z 2009 r.: M. Webber (Red Bull) (na Nürburgringu) · Tor: Hockenheimring · Miejsce: Niemcy, Hockenheim · Czas polski: 14:00 · Czas lokalny: 14:00 | Zwycięzca 1. treningu: A. Sutil (Force India) Zwycięzca 2. treningu: F. Alonso (Ferrari) Zwycięzca 3. treningu: S. Vettel (Red Bull) Pole position: S. Vettel (Red Bull) Zwycięzca: F. Alonso (Ferrari) 2. miejsce: F. Massa (Ferrari) 3. miejsce: S. Vettel (Red Bull) Najszybsze okrążenie: S. Vettel (Red Bull) |

| Grand Prix Węgier Eni Magyar Nagydij | Grand Prix Węgier Eni Magyar Nagydij | Grand Prix Węgier Eni Magyar Nagydij | Grand Prix Węgier Eni Magyar Nagydij |
| ------------------------------------ | ------------------------------------ | --- | --- |
| 12. 832.                             | Szczegółowy rezultat                 | Data: 30 lipca – 1 sierpnia · Długość: 306,663 km · Liczba okrążeń: 70 · Zwycięzca z 2009 r.: L. Hamilton (McLaren) · Tor: Hungaroring · Miejsce: Węgry, Budapeszt · Czas polski: 14:00 · Czas lokalny: 14:00 | Zwycięzca 1. treningu: S. Vettel (Red Bull) Zwycięzca 2. treningu: S. Vettel (Red Bull) Zwycięzca 3. treningu: M. Webber (Red Bull) Pole position: S. Vettel (Red Bull) Zwycięzca: M. Webber (Red Bull) 2. miejsce: F. Alonso (Ferrari) 3. miejsce: S. Vettel (Red Bull) Najszybsze okrążenie: S. Vettel (Red Bull) |

| Grand Prix Belgii Belgian Grand Prix | Grand Prix Belgii Belgian Grand Prix | Grand Prix Belgii Belgian Grand Prix | Grand Prix Belgii Belgian Grand Prix |
| ------------------------------------ | ------------------------------------ | --- | --- |
| 13. 833.                             | Szczegółowy rezultat                 | Data: 27 – 29 sierpnia · Długość: 308,052 km · Liczba okrążeń: 44 · Zwycięzca z 2009 r.: K. Räikkönen (Ferrari) · Tor: Circuit de Spa-Francorchamps · Miejsce: Belgia, Stavelot · Czas polski: 14:00 · Czas lokalny: 14:00 | Zwycięzca 1. treningu: F. Alonso (Ferrari) Zwycięzca 2. treningu: F. Alonso (Ferrari) Zwycięzca 3. treningu: M. Webber (Red Bull) Pole position: M. Webber (Red Bull) Zwycięzca: L. Hamilton (McLaren) 2. miejsce: M. Webber (Red Bull) 3. miejsce: R. Kubica (Renault) Najszybsze okrążenie: L. Hamilton (McLaren) |

| Grand Prix Włoch Gran Premio Santander d’Italia | Grand Prix Włoch Gran Premio Santander d’Italia | Grand Prix Włoch Gran Premio Santander d’Italia | Grand Prix Włoch Gran Premio Santander d’Italia |
| ----------------------------------------------- | ----------------------------------------------- | --- | --- |
| 14. 834.                                        | Szczegółowy rezultat                            | Data: 10 – 12 września · Długość: 306,720 km · Liczba okrążeń: 53 · Zwycięzca z 2009 r.: R. Barrichello (Brawn GP) · Tor: Autodromo Nazionale di Monza · Miejsce: Włochy, Monza · Czas polski: 14:00 · Czas lokalny: 14:00 | Zwycięzca 1. treningu: J. Button (McLaren) Zwycięzca 2. treningu: S. Vettel (Red Bull) Zwycięzca 3. treningu: L. Hamilton (McLaren) Pole position: F. Alonso (Ferrari) Zwycięzca: F. Alonso (Ferrari) 2. miejsce: J. Button (McLaren) 3. miejsce: F. Massa (Ferrari) Najszybsze okrążenie: F. Alonso (Ferrari) |

| Grand Prix Singapuru1 SingTel Singapore Grand Prix | Grand Prix Singapuru1 SingTel Singapore Grand Prix | Grand Prix Singapuru1 SingTel Singapore Grand Prix | Grand Prix Singapuru1 SingTel Singapore Grand Prix |
| -------------------------------------------------- | -------------------------------------------------- | --- | --- |
| 15. 835.                                           | Szczegółowy rezultat                               | Data: 24 – 26 września · Długość: 309,316 km · Liczba okrążeń: 61 · Zwycięzca z 2009 r.: L. Hamilton (McLaren) · Tor: Marina Bay Street Circuit · Miejsce: Singapur, Singapur · Czas polski: 14:00 · Czas lokalny: 20:00 | Zwycięzca 1. treningu: M. Webber (Red Bull) Zwycięzca 2. treningu: S. Vettel (Red Bull) Zwycięzca 3. treningu: S. Vettel (Red Bull) Pole position: F. Alonso (Ferrari) Zwycięzca: F. Alonso (Ferrari) 2. miejsce: S. Vettel (Red Bull) 3. miejsce: M. Webber (Red Bull) Najszybsze okrążenie: F. Alonso (Ferrari) |

| Grand Prix Japonii Japanese Grand Prix | Grand Prix Japonii Japanese Grand Prix | Grand Prix Japonii Japanese Grand Prix | Grand Prix Japonii Japanese Grand Prix |
| -------------------------------------- | -------------------------------------- | --- | --- |
| 16. 836.                               | Szczegółowy rezultat                   | Data: 8 – 10 października · Długość: 307,573 km · Liczba okrążeń: 53 · Zwycięzca z 2009 r.: S. Vettel (Red Bull) · Tor: Suzuka International Racing Course · Miejsce: Japonia, Suzuka · Czas polski: 8:00 · Czas lokalny: 15:00 | Zwycięzca 1. treningu: S. Vettel (Red Bull) Zwycięzca 2. treningu: S. Vettel (Red Bull) Zwycięzca 3. treningu: J. Alguersuari (STR)) Pole position: S. Vettel (Red Bull) Zwycięzca: S. Vettel (Red Bull) 2. miejsce: M. Webber (Red Bull) 3. miejsce: F. Alonso (Ferrari) Najszybsze okrążenie: M. Webber (Red Bull) |

| Grand Prix Korei Południowej Korean Grand Prix | Grand Prix Korei Południowej Korean Grand Prix | Grand Prix Korei Południowej Korean Grand Prix | Grand Prix Korei Południowej Korean Grand Prix |
| ---------------------------------------------- | ---------------------------------------------- | --- | --- |
| 17. 837.                                       | Szczegółowy rezultat                           | Data: 22 – 24 października · Długość: 305,200 km · Liczba okrążeń: 55 · Zwycięzca z 2009 r.: nie rozgrywano · Tor: Korean International Circuit · Miejsce: Korea Południowa, Yeongam · Czas polski: 8:00 · Czas lokalny: 15:00 | Zwycięzca 1. treningu: L. Hamilton (McLaren) Zwycięzca 2. treningu: M. Webber (Red Bull) Zwycięzca 3. treningu: R. Kubica (Renault) Pole position: S. Vettel (Red Bull) Zwycięzca: F. Alonso (Ferrari) 2. miejsce: L. Hamilton (McLaren) 3. miejsce: F. Massa (Ferrari) Najszybsze okrążenie: F. Alonso (Ferrari) |

| Grand Prix Brazylii Grande Prêmio Petrobras do Brasil | Grand Prix Brazylii Grande Prêmio Petrobras do Brasil | Grand Prix Brazylii Grande Prêmio Petrobras do Brasil | Grand Prix Brazylii Grande Prêmio Petrobras do Brasil |
| ----------------------------------------------------- | ----------------------------------------------------- | --- | --- |
| 18. 838.                                              | Szczegółowy rezultat                                  | Data: 5 – 7 listopada · Długość: 305,909 km · Liczba okrążeń: 71 · Zwycięzca z 2009 r.: M. Webber (Red Bull) · Tor: Autódromo José Carlos Pace · Miejsce: Brazylia, São Paulo · Czas polski: 17:00 · Czas lokalny: 14:00 | Zwycięzca 1. treningu: S. Vettel (Red Bull) Zwycięzca 2. treningu: S. Vettel (Red Bull) Zwycięzca 3. treningu: R. Kubica (Renault) Pole position: N. Hülkenberg (Williams) 1. miejsce: S. Vettel (Red Bull) 2. miejsce: M. Webber (Red Bull) 3. miejsce: F. Alonso (Ferrari) Najszybsze okrążenie: L. Hamilton (McLaren) |

| Grand Prix Abu Zabi2 Etihad Airways Abu Dhabi Grand Prix | Grand Prix Abu Zabi2 Etihad Airways Abu Dhabi Grand Prix | Grand Prix Abu Zabi2 Etihad Airways Abu Dhabi Grand Prix | Grand Prix Abu Zabi2 Etihad Airways Abu Dhabi Grand Prix |
| -------------------------------------------------------- | -------------------------------------------------------- | --- | --- |
| 19. 839.                                                 | Szczegółowy rezultat                                     | Data: 12 – 14 listopada · Długość: 305,470 km · Liczba okrążeń: 55 · Zwycięzca z 2009 r.: S. Vettel (Red Bull) · Tor: Yas Marina Circuit · Miejsce: Zjednoczone Emiraty Arabskie, Abu Zabi · Czas polski: 14:00 · Czas lokalny: 17:00 | Zwycięzca 1. treningu: S. Vettel (Red Bull) Zwycięzca 2. treningu: L. Hamilton (McLaren) Zwycięzca 3. treningu: S. Vettel (Red Bull) Pole position: S. Vettel (Red Bull) 1. miejsce S. Vettel (Red Bull) 2. miejsce: L. Hamilton (McLaren) 3. miejsce: J. Button (McLaren) Najszybsze okrążenie: L. Hamilton (McLaren) |

1 Wyścig nocny - rozgrywany przy sztucznym oświetleniu.

2 Wyścig dzienno-nocny - start wyścigu rozegrany zostanie przed zachodem słońca, a zawodnicy przyjadą na metę przy ciemnym niebie. Oświetlenie zostanie włączone przed wyścigiem.

### Zmiany w kalendarzu
- Zgodnie z umową pomiędzy torami Hockenheimring i Nürburgring Grand Prix Niemiec odbył się na pierwszym z nich.
- Po raz pierwszy od 1993 roku, jedna z rund miała odbyć się na Donington Park. Tor ten miał zastąpić Silverstone Circuit jako organizatora GP Wielkiej Brytanii. Włodarze toru w Donington nie zdołali jednak zebrać odpowiedniej sumy pieniędzy na remont toru, zatem powrót Formuły 1 na Donington Park nie doszedł do skutku. Aby Grand Prix mogło się odbyć, prowadzone były rozmowy w sprawie zawarcia nowej umowy na organizację wyścigów z torem Silverstone, a ostateczne porozumienie osiągnięto 7 grudnia 2009[220].
- Z kalendarza zniknął tor Fuji International Speedway, który miał organizować Grand Prix Japonii naprzemiennie z Suzuka International Racing Course. Tor w Suzuce podpisał wobec tego umowę na organizację GP Japonii przez kolejne trzy lata.
- Rundą inaugurującą sezon stało się Grand Prix Bahrajnu. Oznaczało to, że wyścig o Grand Prix Australii tym razem został rozegrany jako drugi w kolejności[221].
- Na prośbę organizatorów, Grand Prix Europy, rozgrywane na torze w Walencji, zostało przesunięte na koniec czerwca[221].
- Po raz pierwszy w historii zorganizowane zostało Grand Prix Korei Południowej[221].
- Po rocznej przerwie do kalendarza powróciło GP Kanady, rozgrywane na torze Circuit Gilles Villeneuve[222].

## Zmiany w regulaminie

### Zatwierdzone
Podczas obrad Światowej Rady Sportów Motorowych - WMSC, dnia 12 grudnia 2008 r. podjęto następujące decyzje w sprawie regulacji na sezon 2010:
- Zespoły mogły zakupić pakiet silników na cały sezon, za kwotę nieprzekraczającą 5 milionów euro. Były one dostarczane przez niezależnego dostawcę wyłonionego w drodze przetargu. Przetarg na dostawę standaryzowanych silników wygrała brytyjska firma Cosworth[224].
- Podtrzymano zamrożenie prac nad nowymi jednostkami napędowymi. Potrwało ono co najmniej do 2012 roku.
- Poczynione zostały kroki, aby wszystkie zespoły w stawce używały standaryzowanego układu przeniesienia. Nie była to decyzja ostateczna.
- Została wykonana dokładna lista wszystkich elementów zastosowanych w nadwoziu. Następnie, co do każdego z nich została podjęta osobna decyzja, czy dany element, mógł decydować o różnicy w osiągach. Elementy, które nadal mogły różnicować osiągi bolidów, musiały uzyskać homologację na okres całego sezonu. Ponadto, niektóre z nich, w celu redukcji kosztów, zostały wyprodukowane z odpowiednio tanich materiałów. Elementy, które nie mogły różnicować osiągów zostały ustandaryzowane. Zespoły mogły je zakupić lub samodzielnie wyprodukować, ale tylko w taki sposób, aby maksymalnie zredukować koszty produkcji.
- System komunikacji radiowej z kierowcą oraz telemetria zostały ustandaryzowane.
- Wprowadzono dalsze ograniczenia dotyczące badań prowadzonych za pomocą tuneli aerodynamicznych.
- Stanowiska służące do testowania siły działającej na oponę zostały zakazane. Wyjątek stanowiły jedynie stanowiska badające siłę pionową.
- Prawdopodobnie, podjęte zostały dalsze restrykcje dotyczące obiektów w fabrykach zespołów.

19 sierpnia 2009 roku FIA opublikowała regulacje techniczne i sportowe na sezon 2010. Oto kolejne, najważniejsze zmiany:
- Została zmodyfikowana forma kwalifikacji. Od tej pory w pierwszej i w drugiej części będzie odpadać po siedmiu kierowców (ma to związek ze zwiększeniem limitu zespołów do dwunastu). Ponadto, w ostatniej sesji zawodnicy mogli brać udział w bolidach zatankowanych dowolną ilością paliwa.
- Wprowadzony został zakaz tankowania bolidów podczas wyścigu.
- Minimalna waga bolidów została zwiększona z 605 do 620 kg, z uwzględnieniem ciężaru systemu KERS. Technologia ta nadal była dozwolona, pomimo że osiem zespołów zrzeszonych w FOTA zdecydowało się z niej nie korzystać w przyszłym sezonie[226].
- Wbrew wcześniejszym zapowiedziom, nadal było można korzystać z koców grzewczych.

11 grudnia 2009 roku Światowa Rada Sportów Motorowych opublikowała kolejne zmiany w regulaminie F1, wśród których najważniejszą jest zmiana systemu punktacji. Od nowego sezonu kierowcom oraz konstruktorom punkty będą przyznawane za pierwsze 10 miejsc, zgodnie z kluczem 25-20-15-10-8-6-5-3-2-1. Zmiana ta ma związek z powiększeniem stawki do 12 zespołów.
1 lutego 2010 podjęto następne decyzje w sprawie regulaminu F1 na sezon 2010. Najistotniejsze z nich, to zmiana skali punktowej według klucza 25-18-15-12-10-8-6-4-2-1 oraz przymus stosowania dziesiątce najlepszych kierowców w kwalifikacjach opon używanych w Q3.

### Anulowane w wyniku kompromisu pomiędzy FIA i FOTA
30 kwietnia 2009 r. WMSC na jednej ze swoich sesji zatwierdziła szereg zmian, które zostały usunięte z regulaminu w wyniku porozumienia pomiędzy zespołami a FIA osiągniętego pod koniec czerwca. Największe kontrowersje budził wśród nich zapis o ustaleniu limitu budżetowego w wysokości 40 milionów euro na sezon, w zamian za danie zespołom większej wolności technicznej przy konstruowaniu i testowaniu bolidu. Limit ten miałby wprowadzić podwójny system mistrzostw - zespoły miałyby niejako do wyboru dwa typy regulacji: jeden z ograniczeniem funduszy oraz drugi bez tego ograniczenia. W efekcie podpisaniu trójstronnego porozumienia Concorde Agreement w opublikowanych przez FIA 19 sierpnia przepisach nie było już jednak żadnej informacji o ograniczeniu budżetów.

## Wyniki

### Klasyfikacje szczegółowe

#### Kierowcy

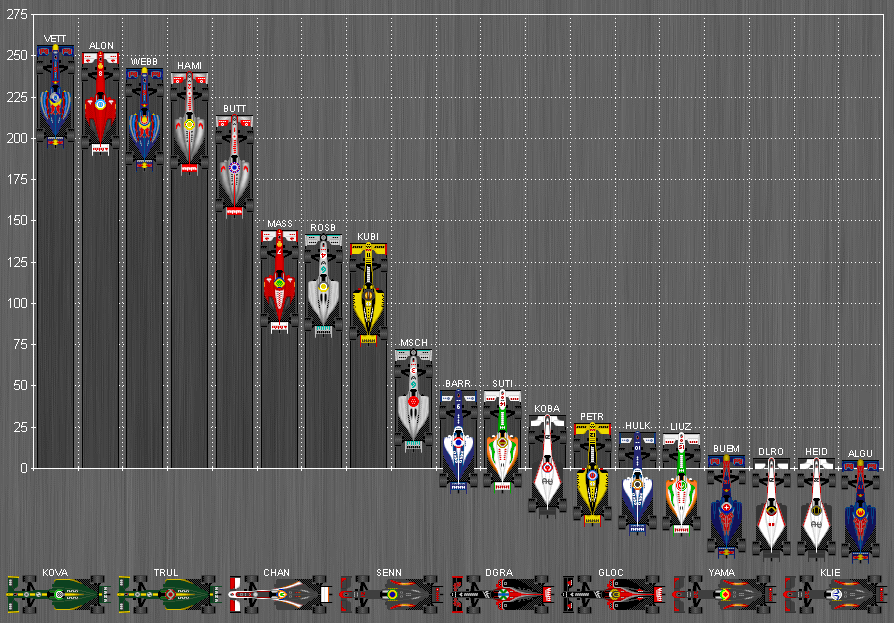
Klasyfikacja generalna kierowców w formie graficznej/

| Legenda oznaczeń w tabelach wyników Wyświetl szablon na nowej stronie | Legenda oznaczeń w tabelach wyników Wyświetl szablon na nowej stronie                                                                     |
| Oznaczenie                                                            | Wyjaśnienie |
| --------------------------------------------------------------------- | --- |
| Złoty                                                                 | Zwycięzca lub mistrzostwo |
| Srebrny                                                               | 2. miejsce lub wicemistrzostwo |
| Brązowy                                                               | 3. miejsce lub II wicemistrzostwo |
| Zielony                                                               | Ukończył, punktował (w klasyfikacji generalnej, gdy zdobył co najmniej jeden punkt na przestrzeni sezonu, poza trzema powyższymi opcjami) |
| Niebieski                                                             | Ukończył, nie punktował (w klasyfikacji generalnej, gdy nie zdobył co najmniej jednego punktu na przestrzeni sezonu)                      |
| Czerwony                                                              | Nie zakwalifikował się (NZ) |
| Czerwony                                                              | Nie prekwalifikował się (NPK) |
| Różowy                                                                | Nie ukończył (NU) |
| Różowy                                                                | Niesklasyfikowany (NS) (w klasyfikacji generalnej, gdy nie został sklasyfikowany w żadnym wyścigu sezonu)                                 |
| Czarny                                                                | Zdyskwalifikowany (DK) |
| Czarny                                                                | Wykluczony (WYK/EX) |
| Biały                                                                 | Nie wystartował (NW) |
| Biały                                                                 | Kontuzjowany (K/INJ) |
| Biały                                                                 | Wyścig odwołany (OD/C) |
| Bez koloru                                                            | Został wycofany (WYC/WD) |
| Bez koloru                                                            | Nie przybył (NP/DNA) |
| Bez koloru                                                            | Nie brał udziału w treningach (NT/DNP) |
| Bez koloru                                                            | Nie został zgłoszony (–) |
| Pogrubienie                                                           | Start z pole position |
| Kursywa                                                               | Najszybsze okrążenie wyścigu |
| †                                                                     | Nie ukończył, ale jego rezultat został zaliczony ze względu na przejechanie więcej niż 90% dystansu wyścigu.                              |
| *                                                                     | Sezon w trakcie |
| 1/2/3                                                                 | Punktowana pozycja w sprincie kwalifikacyjnym                                                                                             |
| Lista systemów punktacji Formuły 1                                    | |

| \| Poz. \| Kierowca \| Zespół \| BHR \| AUS \| MAL \| CHN \| ESP \| MON \| TUR \| CAN \| EUR \| GBR \| GER \| HUN \| BEL \| ITA \| SIN \| JPN \| KOR \| BRA \| ARE \| Punkty \| \| ---- \| ------------------ \| ----------- \| --- \| --- \| --- \| --- \| --- \| --- \| --- \| --- \| --- \| --- \| --- \| --- \| --- \| --- \| --- \| --- \| --- \| --- \| --- \| ------ \| \| 1 \| Sebastian Vettel \| Red Bull \| 4 \| NU \| 1 \| 6 \| 3 \| 2 \| NU \| 4 \| 1 \| 7 \| 3 \| 3 \| 15 \| 4 \| 2 \| 1 \| NU \| 1 \| 1 \| 256 \| \| 2 \| Fernando Alonso \| Ferrari \| 1 \| 4 \| 13† \| 4 \| 2 \| 6 \| 8 \| 3 \| 8 \| 14 \| 1 \| 2 \| NU \| 1 \| 1 \| 3 \| 1 \| 3 \| 7 \| 252 \| \| 3 \| Mark Webber \| Red Bull \| 8 \| 9 \| 2 \| 8 \| 1 \| 1 \| 3 \| 5 \| NU \| 1 \| 6 \| 1 \| 2 \| 6 \| 3 \| 2 \| NU \| 2 \| 8 \| 242 \| \| 4 \| Lewis Hamilton \| McLaren \| 3 \| 6 \| 6 \| 2 \| 14† \| 5 \| 1 \| 1 \| 2 \| 2 \| 4 \| NU \| 1 \| NU \| NU \| 5 \| 2 \| 4 \| 2 \| 240 \| \| 5 \| Jenson Button \| McLaren \| 7 \| 1 \| 8 \| 1 \| 5 \| NU \| 2 \| 2 \| 3 \| 4 \| 5 \| 8 \| NU \| 2 \| 4 \| 4 \| 12 \| 5 \| 3 \| 214 \| \| 6 \| Felipe Massa \| Ferrari \| 2 \| 3 \| 7 \| 9 \| 6 \| 4 \| 7 \| 15 \| 11 \| 15 \| 2 \| 4 \| 4 \| 3 \| 8 \| NU \| 3 \| 15 \| 10 \| 144 \| \| 7 \| Nico Rosberg \| Mercedes \| 5 \| 5 \| 3 \| 3 \| 13 \| 7 \| 5 \| 6 \| 10 \| 3 \| 8 \| NU \| 6 \| 5 \| 5 \| 17† \| NU \| 6 \| 4 \| 142 \| \| 8 \| Robert Kubica \| Renault \| 11 \| 2 \| 4 \| 5 \| 8 \| 3 \| 6 \| 7 \| 5 \| NU \| 7 \| NU \| 3 \| 8 \| 7 \| NU \| 5 \| 9 \| 5 \| 136 \| \| 9 \| Michael Schumacher \| Mercedes \| 6 \| 10 \| NU \| 10 \| 4 \| 12 \| 4 \| 11 \| 15 \| 9 \| 9 \| 11 \| 7 \| 9 \| 13 \| 6 \| 4 \| 7 \| NU \| 72 \| \| 10 \| Rubens Barrichello \| Williams \| 10 \| 8 \| 12 \| 12 \| 9 \| NU \| 14 \| 14 \| 4 \| 5 \| 12 \| 10 \| NU \| 10 \| 6 \| 9 \| 7 \| 14 \| 12 \| 47 \| \| 11 \| Adrian Sutil \| Force India \| 12 \| NU \| 5 \| 11 \| 7 \| 8 \| 9 \| 10 \| 6 \| 8 \| 17 \| NU \| 5 \| 16 \| 9 \| NU \| NU \| 12 \| 13 \| 47 \| \| 12 \| Kamui Kobayashi \| BMW Sauber \| NU \| NU \| NU \| NU \| 12 \| NU \| 10 \| NU \| 7 \| 6 \| 11 \| 9 \| 8 \| NU \| NU \| 7 \| 8 \| 10 \| 14 \| 32 \| \| 13 \| Witalij Pietrow \| Renault \| NU \| NU \| NU \| 7 \| 11 \| 13† \| 15 \| 17 \| 14 \| 13 \| 10 \| 5 \| 9 \| 13 \| 11 \| NU \| NU \| 16 \| 6 \| 27 \| \| 14 \| Nico Hülkenberg \| Williams \| 14 \| NU \| 10 \| 15 \| 16 \| NU \| 17 \| 13 \| NU \| 10 \| 13 \| 6 \| 14 \| 7 \| 10 \| NU \| 10 \| 8 \| 16 \| 22 \| \| 15 \| Vitantonio Liuzzi \| Force India \| 9 \| 7 \| NU \| NU \| 15 \| 9 \| 13 \| 9 \| 16 \| 11 \| 16 \| 13 \| 10 \| 12 \| NU \| NU \| 6 \| NU \| NU \| 21 \| \| 16 \| Sébastien Buemi \| STR \| 16† \| NU \| 11 \| NU \| NU \| 10 \| 16 \| 8 \| 9 \| 12 \| NU \| 13 \| 12 \| 11 \| 14 \| 10 \| NU \| 13 \| 15 \| 8 \| \| 17 \| Pedro de la Rosa \| BMW Sauber \| NU \| 12 \| NW \| NU \| NU \| NU \| 11 \| NU \| 12 \| NU \| 14 \| 7 \| 11 \| 14 \| \| \| \| \| \| 6 \| \| 18 \| Nick Heidfeld \| BMW Sauber \| \| \| \| \| \| \| \| \| \| \| \| \| \| \| NU \| 8 \| 9 \| 17 \| 11 \| 6 \| \| 19 \| Jaime Alguersuari \| STR \| 13 \| 11 \| 9 \| 13 \| 10 \| 11 \| 12 \| 12 \| 13 \| NU \| 15 \| NU \| 13 \| 15 \| 12 \| 11 \| 11 \| 11 \| 9 \| 5 \| \| 20 \| Heikki Kovalainen \| Lotus \| 15 \| 13 \| NU \| 14 \| NW \| NU \| NU \| 16 \| NU \| 17 \| NU \| 14 \| 16 \| 18 \| 16† \| 12 \| 13 \| 18 \| 17 \| 0 \| \| 21 \| Jarno Trulli \| Lotus \| 17† \| NW \| 17 \| NU \| 17 \| 15† \| NU \| NU \| 21 \| 16 \| NU \| 15 \| 19 \| NU \| NU \| 13 \| NU \| 19 \| 21 \| 0 \| \| 22 \| Karun Chandhok \| HRT \| NU \| 14 \| 15 \| 17 \| NU \| 14† \| 20 \| 18 \| 18 \| 19 \| \| \| \| \| \| \| \| \| \| 0 \| \| 23 \| Bruno Senna \| HRT \| NU \| NU \| 16 \| 16 \| NU \| NU \| NU \| NU \| 20 \| \| 19 \| 17 \| NU \| NU \| NU \| 15 \| 14 \| 21 \| 19 \| 0 \| \| 24 \| Lucas Di Grassi \| Virgin \| NU \| NU \| 14 \| NU \| 19 \| NU \| 19 \| 19 \| 17 \| NU \| NU \| 18 \| 17 \| 20 \| 15 \| NW \| NU \| NS \| 18 \| 0 \| \| 25 \| Timo Glock \| Virgin \| NU \| NU \| NU \| NW \| 18 \| NU \| 18 \| NU \| 19 \| 18 \| 18 \| 16 \| 18 \| 17 \| NU \| 14 \| NU \| 20 \| NU \| 0 \| \| 26 \| Sakon Yamamoto \| HRT \| \| \| \| \| \| \| \| \| \| 20 \| NU \| 19 \| 20 \| 19 \| \| 16 \| 15 \| \| \| 0 \| \| 27 \| Christian Klien \| HRT \| \| \| \| \| \| \| \| \| \| \| \| \| \| \| NU \| \| \| 22 \| 20 \| 0 \| \| Poz. \| Kierowca \| Zespół \| BHR \| AUS \| MAL \| CHN \| ESP \| MON \| TUR \| CAN \| EUR \| GBR \| GER \| HUN \| BEL \| ITA \| SIN \| JPN \| KOR \| BRA \| ARE \| Punkty \| |                    |             |     |     |     |     |     |     |     |     |     |     |     |     |     |     |     |     |     |     |     |        |
| Poz. | Kierowca           | Zespół      | BHR | AUS | MAL | CHN | ESP | MON | TUR | CAN | EUR | GBR | GER | HUN | BEL | ITA | SIN | JPN | KOR | BRA | ARE | Punkty |
| 1 | Sebastian Vettel   | Red Bull    | 4   | NU  | 1   | 6   | 3   | 2   | NU  | 4   | 1   | 7   | 3   | 3   | 15  | 4   | 2   | 1   | NU  | 1   | 1   | 256    |
| 2 | Fernando Alonso    | Ferrari     | 1   | 4   | 13† | 4   | 2   | 6   | 8   | 3   | 8   | 14  | 1   | 2   | NU  | 1   | 1   | 3   | 1   | 3   | 7   | 252    |
| 3 | Mark Webber        | Red Bull    | 8   | 9   | 2   | 8   | 1   | 1   | 3   | 5   | NU  | 1   | 6   | 1   | 2   | 6   | 3   | 2   | NU  | 2   | 8   | 242    |
| 4 | Lewis Hamilton     | McLaren     | 3   | 6   | 6   | 2   | 14† | 5   | 1   | 1   | 2   | 2   | 4   | NU  | 1   | NU  | NU  | 5   | 2   | 4   | 2   | 240    |
| 5 | Jenson Button      | McLaren     | 7   | 1   | 8   | 1   | 5   | NU  | 2   | 2   | 3   | 4   | 5   | 8   | NU  | 2   | 4   | 4   | 12  | 5   | 3   | 214    |
| 6 | Felipe Massa       | Ferrari     | 2   | 3   | 7   | 9   | 6   | 4   | 7   | 15  | 11  | 15  | 2   | 4   | 4   | 3   | 8   | NU  | 3   | 15  | 10  | 144    |
| 7 | Nico Rosberg       | Mercedes    | 5   | 5   | 3   | 3   | 13  | 7   | 5   | 6   | 10  | 3   | 8   | NU  | 6   | 5   | 5   | 17† | NU  | 6   | 4   | 142    |
| 8 | Robert Kubica      | Renault     | 11  | 2   | 4   | 5   | 8   | 3   | 6   | 7   | 5   | NU  | 7   | NU  | 3   | 8   | 7   | NU  | 5   | 9   | 5   | 136    |
| 9 | Michael Schumacher | Mercedes    | 6   | 10  | NU  | 10  | 4   | 12  | 4   | 11  | 15  | 9   | 9   | 11  | 7   | 9   | 13  | 6   | 4   | 7   | NU  | 72     |
| 10 | Rubens Barrichello | Williams    | 10  | 8   | 12  | 12  | 9   | NU  | 14  | 14  | 4   | 5   | 12  | 10  | NU  | 10  | 6   | 9   | 7   | 14  | 12  | 47     |
| 11 | Adrian Sutil       | Force India | 12  | NU  | 5   | 11  | 7   | 8   | 9   | 10  | 6   | 8   | 17  | NU  | 5   | 16  | 9   | NU  | NU  | 12  | 13  | 47     |
| 12 | Kamui Kobayashi    | BMW Sauber  | NU  | NU  | NU  | NU  | 12  | NU  | 10  | NU  | 7   | 6   | 11  | 9   | 8   | NU  | NU  | 7   | 8   | 10  | 14  | 32     |
| 13 | Witalij Pietrow    | Renault     | NU  | NU  | NU  | 7   | 11  | 13† | 15  | 17  | 14  | 13  | 10  | 5   | 9   | 13  | 11  | NU  | NU  | 16  | 6   | 27     |
| 14 | Nico Hülkenberg    | Williams    | 14  | NU  | 10  | 15  | 16  | NU  | 17  | 13  | NU  | 10  | 13  | 6   | 14  | 7   | 10  | NU  | 10  | 8   | 16  | 22     |
| 15 | Vitantonio Liuzzi  | Force India | 9   | 7   | NU  | NU  | 15  | 9   | 13  | 9   | 16  | 11  | 16  | 13  | 10  | 12  | NU  | NU  | 6   | NU  | NU  | 21     |
| 16 | Sébastien Buemi    | STR         | 16† | NU  | 11  | NU  | NU  | 10  | 16  | 8   | 9   | 12  | NU  | 13  | 12  | 11  | 14  | 10  | NU  | 13  | 15  | 8      |
| 17 | Pedro de la Rosa   | BMW Sauber  | NU  | 12  | NW  | NU  | NU  | NU  | 11  | NU  | 12  | NU  | 14  | 7   | 11  | 14  |     |     |     |     |     | 6      |
| 18 | Nick Heidfeld      | BMW Sauber  |     |     |     |     |     |     |     |     |     |     |     |     |     |     | NU  | 8   | 9   | 17  | 11  | 6      |
| 19 | Jaime Alguersuari  | STR         | 13  | 11  | 9   | 13  | 10  | 11  | 12  | 12  | 13  | NU  | 15  | NU  | 13  | 15  | 12  | 11  | 11  | 11  | 9   | 5      |
| 20 | Heikki Kovalainen  | Lotus       | 15  | 13  | NU  | 14  | NW  | NU  | NU  | 16  | NU  | 17  | NU  | 14  | 16  | 18  | 16† | 12  | 13  | 18  | 17  | 0      |
| 21 | Jarno Trulli       | Lotus       | 17† | NW  | 17  | NU  | 17  | 15† | NU  | NU  | 21  | 16  | NU  | 15  | 19  | NU  | NU  | 13  | NU  | 19  | 21  | 0      |
| 22 | Karun Chandhok     | HRT         | NU  | 14  | 15  | 17  | NU  | 14† | 20  | 18  | 18  | 19  |     |     |     |     |     |     |     |     |     | 0      |
| 23 | Bruno Senna        | HRT         | NU  | NU  | 16  | 16  | NU  | NU  | NU  | NU  | 20  |     | 19  | 17  | NU  | NU  | NU  | 15  | 14  | 21  | 19  | 0      |
| 24 | Lucas Di Grassi    | Virgin      | NU  | NU  | 14  | NU  | 19  | NU  | 19  | 19  | 17  | NU  | NU  | 18  | 17  | 20  | 15  | NW  | NU  | NS  | 18  | 0      |
| 25 | Timo Glock         | Virgin      | NU  | NU  | NU  | NW  | 18  | NU  | 18  | NU  | 19  | 18  | 18  | 16  | 18  | 17  | NU  | 14  | NU  | 20  | NU  | 0      |
| 26 | Sakon Yamamoto     | HRT         |     |     |     |     |     |     |     |     |     | 20  | NU  | 19  | 20  | 19  |     | 16  | 15  |     |     | 0      |
| 27 | Christian Klien    | HRT         |     |     |     |     |     |     |     |     |     |     |     |     |     |     | NU  |     |     | 22  | 20  | 0      |
| Poz. | Kierowca           | Zespół      | BHR | AUS | MAL | CHN | ESP | MON | TUR | CAN | EUR | GBR | GER | HUN | BEL | ITA | SIN | JPN | KOR | BRA | ARE | Punkty |

#### Konstruktorzy

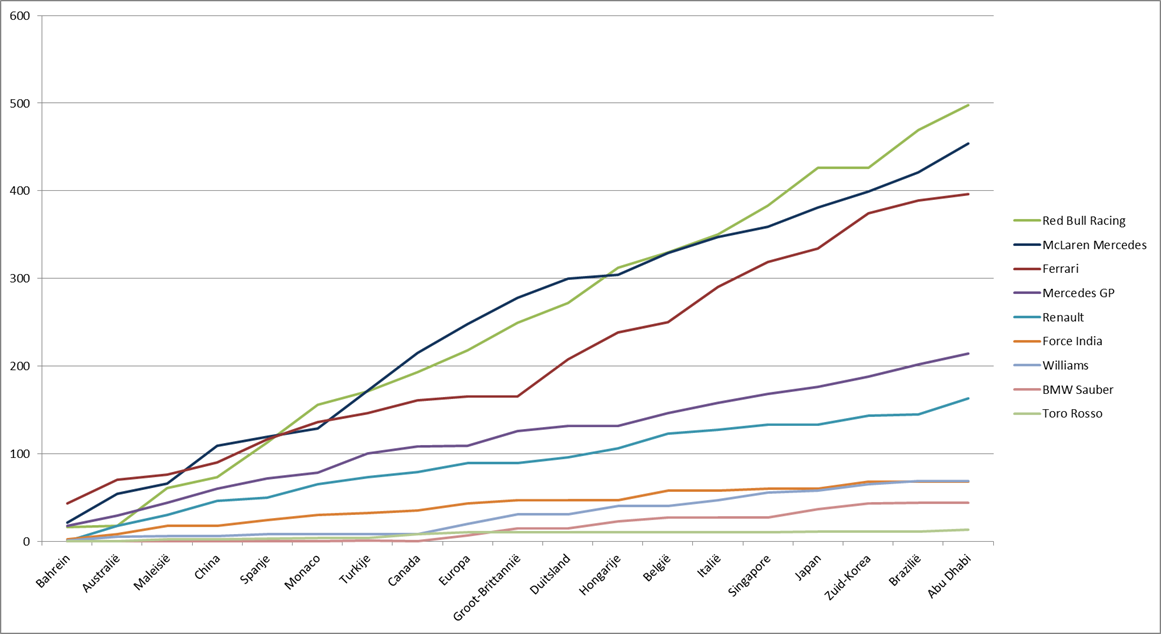
Punkty zdobyte przez konstruktorów w sezonie

| Legenda oznaczeń w tabelach wyników Wyświetl szablon na nowej stronie | Legenda oznaczeń w tabelach wyników Wyświetl szablon na nowej stronie                                                                     |
| Oznaczenie                                                            | Wyjaśnienie |
| --------------------------------------------------------------------- | --- |
| Złoty                                                                 | Zwycięzca lub mistrzostwo |
| Srebrny                                                               | 2. miejsce lub wicemistrzostwo |
| Brązowy                                                               | 3. miejsce lub II wicemistrzostwo |
| Zielony                                                               | Ukończył, punktował (w klasyfikacji generalnej, gdy zdobył co najmniej jeden punkt na przestrzeni sezonu, poza trzema powyższymi opcjami) |
| Niebieski                                                             | Ukończył, nie punktował (w klasyfikacji generalnej, gdy nie zdobył co najmniej jednego punktu na przestrzeni sezonu)                      |
| Czerwony                                                              | Nie zakwalifikował się (NZ) |
| Czerwony                                                              | Nie prekwalifikował się (NPK) |
| Różowy                                                                | Nie ukończył (NU) |
| Różowy                                                                | Niesklasyfikowany (NS) (w klasyfikacji generalnej, gdy nie został sklasyfikowany w żadnym wyścigu sezonu)                                 |
| Czarny                                                                | Zdyskwalifikowany (DK) |
| Czarny                                                                | Wykluczony (WYK/EX) |
| Biały                                                                 | Nie wystartował (NW) |
| Biały                                                                 | Kontuzjowany (K/INJ) |
| Biały                                                                 | Wyścig odwołany (OD/C) |
| Bez koloru                                                            | Został wycofany (WYC/WD) |
| Bez koloru                                                            | Nie przybył (NP/DNA) |
| Bez koloru                                                            | Nie brał udziału w treningach (NT/DNP) |
| Bez koloru                                                            | Nie został zgłoszony (–) |
| Pogrubienie                                                           | Start z pole position |
| Kursywa                                                               | Najszybsze okrążenie wyścigu |
| †                                                                     | Nie ukończył, ale jego rezultat został zaliczony ze względu na przejechanie więcej niż 90% dystansu wyścigu.                              |
| *                                                                     | Sezon w trakcie |
| 1/2/3                                                                 | Punktowana pozycja w sprincie kwalifikacyjnym                                                                                             |
| Lista systemów punktacji Formuły 1                                    | |

| Poz. | Konstruktor              | #  | BHR | AUS | MAL | CHN | ESP | MON | TUR | CAN | EUR | GBR | GER | HUN | BEL | ITA | SIN | JPN | KOR | BRA | ARE | Punkty |
| ---- | ------------------------ | -- | --- | --- | --- | --- | --- | --- | --- | --- | --- | --- | --- | --- | --- | --- | --- | --- | --- | --- | --- | ------ |
| 1    | Red Bull Racing Renault  | 5  | 4   | NU  | 1   | 6   | 3   | 2   | NU  | 4   | 1   | 7   | 3   | 3   | 15  | 4   | 2   | 1   | NU  | 1   | 1   | 498    |
| 1    | Red Bull Racing Renault  | 6  | 8   | 9   | 2   | 8   | 1   | 1   | 3   | 5   | NU  | 1   | 6   | 1   | 2   | 6   | 3   | 2   | NU  | 2   | 8   | 498    |
| 2    | McLaren Mercedes         | 1  | 7   | 1   | 8   | 1   | 5   | NU  | 2   | 2   | 3   | 4   | 5   | 8   | NU  | 2   | 4   | 4   | 12  | 5   | 3   | 454    |
| 2    | McLaren Mercedes         | 2  | 3   | 6   | 6   | 2   | 14† | 5   | 1   | 1   | 2   | 2   | 4   | NU  | 1   | NU  | NU  | 5   | 2   | 4   | 2   | 454    |
| 3    | Ferrari                  | 7  | 2   | 3   | 7   | 9   | 6   | 4   | 7   | 15  | 11  | 15  | 2   | 4   | 4   | 3   | 8   | NU  | 3   | 15  | 10  | 396    |
| 3    | Ferrari                  | 8  | 1   | 4   | 13† | 4   | 2   | 6   | 8   | 3   | 8   | 14  | 1   | 2   | NU  | 1   | 1   | 3   | 1   | 3   | 7   | 396    |
| 4    | Mercedes Benz GP Limited | 3  | 6   | 10  | NU  | 10  | 4   | 12  | 4   | 11  | 15  | 9   | 9   | 11  | 7   | 9   | 13  | 6   | 4   | 7   | NU  | 214    |
| 4    | Mercedes Benz GP Limited | 4  | 5   | 5   | 3   | 3   | 13  | 7   | 5   | 6   | 10  | 3   | 8   | NU  | 6   | 5   | 5   | 17† | NU  | 6   | 4   | 214    |
| 5    | Renault                  | 11 | 11  | 2   | 4   | 5   | 8   | 3   | 6   | 7   | 5   | NU  | 7   | NU  | 3   | 8   | 7   | NU  | 5   | 9   | 5   | 163    |
| 5    | Renault                  | 12 | NU  | NU  | NU  | 7   | 11  | 13† | 15  | 17  | 14  | 13  | 10  | 5   | 9   | 13  | 11  | NU  | NU  | 16  | 6   | 163    |
| 6    | Williams Cosworth        | 9  | 10  | 8   | 12  | 12  | 9   | NU  | 14  | 14  | 4   | 5   | 12  | 10  | NU  | 10  | 6   | 9   | 7   | 14  | 12  | 69     |
| 6    | Williams Cosworth        | 10 | 14  | NU  | 10  | 15  | 16  | NU  | 17  | 13  | NU  | 10  | 13  | 6   | 14  | 7   | 10  | NU  | 10  | 8   | 16  | 69     |
| 7    | Force India Mercedes     | 14 | 12  | NU  | 5   | 11  | 7   | 8   | 9   | 10  | 6   | 8   | 17  | NU  | 5   | 16  | 9   | NU  | NU  | 12  | 12  | 68     |
| 7    | Force India Mercedes     | 15 | 9   | 7   | NU  | NU  | 15  | 9   | 13  | 9   | 16  | 11  | 16  | 13  | 10  | 12  | NU  | NU  | 6   | NU  | NU  | 68     |
| 8    | BMW Sauber Ferrari       | 22 | NU  | 12  | NW  | NU  | NU  | NU  | 11  | NU  | 12  | NU  | 14  | 7   | 11  | 14  | NU  | 8   | 9   | 17  | 11  | 44     |
| 8    | BMW Sauber Ferrari       | 23 | NU  | NU  | NU  | NU  | 12  | NU  | 10  | NU  | 7   | 6   | 11  | 9   | 8   | NU  | NU  | 7   | 8   | 10  | 14  | 44     |
| 9    | Toro Rosso Ferrari       | 16 | 16† | NU  | 11  | NU  | NU  | 10  | 16  | 8   | 9   | 12  | NU  | 13  | 12  | 11  | 14  | 10  | NU  | 13  | 15  | 13     |
| 9    | Toro Rosso Ferrari       | 17 | 13  | 11  | 9   | 13  | 10  | 11  | 12  | 12  | 13  | NU  | 15  | NU  | 13  | 15  | 12  | 11  | 11  | 11  | 9   | 13     |
| 10   | Lotus Cosworth           | 18 | 17† | NW  | 17  | NU  | 17  | 15† | NU  | NU  | 21  | 16  | NU  | 15  | 19  | NU  | NU  | 13  | NU  | 19  | NU  | 0      |
| 10   | Lotus Cosworth           | 19 | 15  | 13  | NU  | 14  | NW  | NU  | NU  | 16  | NU  | 17  | NU  | 14  | 16  | 18  | 16† | 12  | 13  | 18  | 17  | 0      |
| 11   | HRT Cosworth             | 20 | NU  | 14  | 15  | 17  | NU  | 14† | 20  | 18  | 18  | 19  | NU  | 19  | 20  | 19  | NU  | 15  | 15  | 22  | 20  | 0      |
| 11   | HRT Cosworth             | 21 | NU  | NU  | 16  | 16  | NU  | NU  | NU  | NU  | 20  | 20  | 19  | 17  | NU  | NU  | NU  | 16  | 14  | 21  | 19  | 0      |
| 12   | Virgin Cosworth          | 24 | NU  | NU  | NU  | NW  | 18  | NU  | 18  | NU  | 19  | 18  | 18  | 16  | 18  | 17  | NU  | 14  | NU  | 20  | NU  | 0      |
| 12   | Virgin Cosworth          | 25 | NU  | NU  | 14  | NU  | 19  | NU  | 19  | 19  | 17  | NU  | NU  | 18  | 17  | 20  | 15  | NW  | NU  | NS  | 18  | 0      |
| Poz. | Konstruktor              | #  | BHR | AUS | MAL | CHN | ESP | MON | TUR | CAN | EUR | GBR | GER | HUN | BEL | ITA | SIN | JPN | KOR | BRA | ARE | Punkty |